# Mirror's Edge
Mirror's Edge là một trò chơi hành động phiêu lưu tuyến tính góc nhìn thứ nhất  được phát triển bởi DICE, phát hành bởi EA. Trò chơi đựoc ra mắt vào năm 2008 trên hệ máy PlayStation 3 và Xbox 360, lên PC vào năm 2009. Trò chơi đặt trong bối cảnh của một thành phố theo xu hướng Chủ nghĩa vị lai với nhân vật chính là Faith Connor, một người truyền tin mật đồng thời tránh khỏi sự giám sát của chính phủ đương nhiệm. Các hoạt động trong trò chơi chủ yếu mô phỏng các động tác của parkour và free-running để hoàn thành nhiệm vụ.
Mirror's Edge được xây dựng trên nền tảng Unreal Engine 3, ngoài ra còn được hỗ trợ thêm giải pháp về ánh sáng trong trò chơi được phát triển bởi Illuminate Labs, hợp tác với DICE. Phông cảnh trong trò chơi chủ yếu sử dụng gam màu trắng trên các sân thượng của các toà nhà công trình, phòng ốc bên trong, kết hợp với nhiều màu sắc khác (chủ yếu là đỏ, cam, vàng, xanh lá, xanh dương) và thời gian trong ngày được định sẵn trong mỗi nhiệm vụ. Phần âm nhạc được sáng tác và phối bởi Solar Fields.
Tới 2013, trò chơi đã bán được tới 2.5 triệu bản trên các hệ máy kết hợp. Các toà soạn và nhiều trang đánh giá đều cho phản ứng tích cực, đánh giá cao với lối chơi và phong cách đồ hoạ được sử dụng. Các nội dung phê bình tập trung vào cốt truyện được xây dựng đơn điệu, các phần chơi thử thách thời gian sau khi hoàn thành cốt truyện chưa gây được ấn tượng. Trò chơi có thêm phần tiền truyện cùng tên nhưng được lập trình và ra mắt trên Windows Phone và iOS vào năm 2010. Một bản làm lại có tên Mirror's Edge: Catalyst được ra mắt vào năm 2016.

## Sơ lược nội dung
Sau cuộc bạo loạn November Riots, một số thành phần bạo động ngày trước nay đã trở thành những người truyền tin mật được gọi với cái tên là Runner. Faith Connor, một trong những Runner đang nằm ngoài vòng kiểm soát của chính phủ đương nhiệm của The City, bị vướng vào vụ ám sát Robert Pope - người đã hỗ trợ cho chị em nhà Connor sau cuộc bạo loạn, khiến người chị của mình là Kate Connor, một cảnh sát, bị kết tội do khẩu súng giết Pope là của chị. Faith phải giải oan cho người chị của mình và tìm hiểu một dự án bí mật mang tên "Icarus" khiến Pope phải mất mạng.